# 平野勇志
平野 勇志（ひらの ゆうし、1953年7月28日 - ）は、愛知県出身のボートレーサー。

## 来歴
42期訓練生として本栖研修所に入り、リーグ戦勝率7.66（42期リーグ戦勝率1位）の成績で卒業した。

1978年デビュー。

## エピソード
- 42期は、平野勇志、荘林幸輝、吉田稔、久間繁、刀根辰治らがいて逸材揃いといわれた。

## 獲得タイトル

### GI
- 1992年 2月11日 第37回東海地区選手権（蒲郡競艇場）
- 1993年11月28日 施設改善記念（常滑競艇場）
- 1995年 9月27日 開設41周年記念 ウエイキーカップ（多摩川競艇場）
- 1999年 3月11日 ダイヤモンドカップ（常滑競艇場）